# Charlotte de Bourbon-Montpensier
Charlotte de Bourbon-Montpensier, född 1546, död 5 maj 1582, furstinna av Oranien. Gift 1575 med prins Vilhelm I av Oranien. Dotter till hertig Louis III av Montpensier och Jacqueline de Longwy. 

## Biografi

### Från kloster till hovet
Charlotte placerades i kloster som barn, hos sin moster, abbedissan i klostret Jouarre, då fadern inte ville betala en hemgift för henne, och avlade klosterlöften 1559; hon valdes till abbedissa 1565. År 1571 lämnade hon klostret, konverterade till protestantismen och bosatte sig i Heidelberg, där hon levde vid hovet hos Fredrik III av Pfalz. Hon mötte Vilhelm I av Oranien vid hovet 1572 och mottog ett frieri 1575. 

### Furstinna av Oranien
Äktenskapet anses ha ingåtts av kärlek, då det inte innebar några politiska eller ekonomiska fördelar för Vilhelm. Tvärtom väckte det skandal eftersom Vilhelm redan var gift med Anna av Sachsen. Han fick sitt förra äktenskap ogiltigförklarat genom att hävda att Anna var sinnessjuk. Giltigheten av det nya äktenskapet betvivlades av Charlotte själv. Filip III av Spanien använde det faktum att Vilhelm gift sig med en före detta nunna medan han fortfarande var gift i propagandan mot honom. Relationen med hennes far reparerades inte förrän 1581. 
Charlotte mottog vid giftermålet en livränta av staterna i Republiken Förenade Nederländerna och Zeeland och bosatte sig i Antwerpen. Paret gav sina döttrar namn efter delstaterna och mottog livräntor för dem. Hon vårdade Vilhelm efter ett attentat den 18 mars 1582, då spanjoren Juan Jauréguy försökte mörda Vilhelm i Antwerpen. Vilhelm sårades svårt. Överansträngning i omvårdnaden av maken orsakade hennes egen död i maj samma år. Hon begravdes i Även om Vilhelm verkade stoisk utåt, fruktade man att hans sorg efter Charlotte kunde orsaka ett dödligt återfall. Den 24 april 1583, mindre än ett år efter Charlottes död, gifte Vilhelm om sig med sin fjärde och sista hustru, Louise de Coligny. Charlotte begrovs i Vårfrukatedralen i Antwerpen.

## Barn
Charlotte födde sex döttrar: 
1. Louise Juliana (1576–1644)
2. Elisabeth Flandrika (1577–1642)
3. Catharina Belgica (1578–1648)
4. Charlotte Flandrina  (1579–1640)
5. Charlotte Brabantina (1580–1631)
6. Emilia Antwerpiana (1581–1657)

## Eftermäle
Charlotte betraktades som osjälvisk, from, klok och med god karaktär som prioriterade statens, barnens och makens intressen framför sina och vars personliga egenskaper till slut även försonade henne med både fadern och svågern, som initialt ogillat henne. 
Hon har blivit flitigt använd som inspiration inom litteraturen, bland annat som symbol för dem som tvingats i kloster mot sin vilja och för det protestantiska Nederländerna som räddats från katolicismen av Vilhelm av Oranien.